# タワー・オブ・テラー (TDS)
- ディズニーパーク > 東京ディズニーリゾート > 東京ディズニーシー
  - アメリカンウォーターフロント > タワー・オブ・テラー (TDS)
  - 東京ディズニーシーのアトラクションの一覧 > タワー・オブ・テラー (TDS)

タワー・オブ・テラー (Tower of Terror) は、東京ディズニーシーのアメリカンウォーターフロントにあるフリーフォールタイプのホラーアトラクションである。2006年9月4日に開業した。

## 概要
| タワー・オブ・テラー Tower of Terror | タワー・オブ・テラー Tower of Terror | タワー・オブ・テラー Tower of Terror | タワー・オブ・テラー Tower of Terror |
| ------------------------------------ | ------------------------------------ | ------------------------------------ | ------------------------------------ |
| オープン日                           | オープン日                           | 2006年9月4日                         | 2006年9月4日                         |
| スポンサー                           | スポンサー                           | なし                                 | なし                                 |
| 所要時間                             | 所要時間                             | 約2分（プレショー含まず）            | 約2分（プレショー含まず）            |
| 定員                                 | 定員                                 | 22名/1台                             | 22名/1台                             |
| 利用制限                             |                                      | 3歳以上、身長102cm以上               | 3歳以上、身長102cm以上               |
| ファストパス                         | ファストパス                         |                                      | 対象外                               |
| シングルライダー                     | シングルライダー                     |                                      | 対象外                               |

このアトラクションは、ウォルト・ディズニー・ワールド・リゾートのディズニー・ハリウッド・スタジオと、ディズニーランド・パリのウォルト・ディズニー・スタジオ・パークにあるアトラクション『トワイライトゾーン・タワー・オブ・テラー（The Twilight Zone Tower of Terror）』と類似したアトラクションである。しかし演出に関しては東京ディズニーシーの完全オリジナルストーリーであり、他のパークのように米国のテレビドラマ『トワイライトゾーン』をモチーフにした演出はされていない。東京ディズニーシーに他のパークと同じコンセプトで建設出来なかったのは、他のパークが全てハリウッドをテーマとしたパーク及びテーマゾーンにある事と、建物が『ハリウッド・タワー・ホテル』という設定である事から、ニューヨークを再現したアメリカンウォーターフロントでは地理的設定に矛盾が生じてしまうという問題があったからである。故に日本オリジナルのバックグラウンドストーリーを制作することになった。その為、建物の外観・内装・演出も他のディズニーパークのものとは異なっている。総工費は約210億円。
他のアトラクションと比べ、バックグラウンドストーリーを強く打ち出している。東京ディズニーリゾート公式サイトではアトラクション独自のフラッシュを利用したスペシャルサイト（TOT1899.com）が2010年春頃まで開設されていた。
フリーフォールタイプのアトラクションであり、落下時には強い浮遊感が味わえるので、東京ディズニーリゾート内のアトラクションでもスリルは格段に高い。この為、開業当初から「ディズニー史上最恐」というキャッチコピーが多用されている。また、体を固定する安全装置は3点式シートベルトのみである（ちなみに、海外では腹部のみを固定する2点式）。
公式オープン日の2006年9月4日の13日前である同8月22日から8月29日にかけてスニークプレビュー、8月31日にプレスプレビューが行われた。
オープン当日の2006年9月4日にはファストパス列、スタンバイ列共に長蛇の列となった。
エレベーター内での演出は他のディズニーパークのものをベースにしているが、東京ディズニーシー独自のアレンジが施されている。
エレベーター乗り場へ行くまでに、ロビーからウェイティングルームへ通され、大きなステンドグラスのある書斎（プライベートオフィス）でプレショーが行われる。ウェイティングルーム及び書斎は左右に2つあり、ロビーでキャストからどちらか一方の部屋へ案内される。その後秘密の倉庫を通って乗り場となるが、倉庫が1階と2階に分かれており、左右どちらに案内されるかによって1階か2階かが決まる。書斎は対称的に造られており、偶像「シリキ・ウトゥンドゥ（後述）」の置かれている位置が異なっている。倉庫の後に案内されるコレクションルームは、6つとも全ての部屋の装飾が異なっている。
エレベーターシャフトは全部で3本あり、それぞれツアーA、B、Cと名前が付いている。またそれぞれのツアーは前述の通り、乗り場が1階と2階に分かれている。つまり、乗り場は全部で6箇所あり、ライドも全部で6機ある。1階のライドはエレベーターシャフトに装填され稼働（上昇、降下）した後、再び1階の乗り場に戻る。1階のライドにゲストが乗り降りしている間に2階のライドが稼働し、再び2階の乗り場に戻る。2階のライドに乗り降りしている間に1階のライドが稼働するという具合である。これにより回転率を上げている。
閑散期は2つのツアーが稼働しており、残り1つのエレベーターはメンテナンスが行われる。この為、他のアトラクションと異なりメンテナンスで終日運休となる事例が少ない。
エレベーターの動きはプログラミングによって変更する事が可能となっている。開業からしばらくは落下パターンや落下回数に違いは無かったが、2012年1月から3月の期間限定で新たなプログラムを導入したイベント「タワー・オブ・テラー：Level 13」が開催された（後述）。
建物の高さは59メートル。プロメテウス火山とシンデレラ城が51メートルであり、東京ディズニーシー、東京ディズニーランドの両パークを合わせても、当アトラクションが最も高い建物である。60メートルにしない理由は、航空法により60メートル以上の建物を建設する際、航空障害灯の設置が義務付けられており、パーク内の建物として景観を損ねないようにする為である。
なおエレベーターは建物の最上部から落下するわけではなく、実際の最高到達点は建物の高さに比べ、かなり低い（建物の中程にあるアーチ状のひさし部分が最高到達点で、高さは約38メートル）。最高到達点には扉があり、普段は閉まっているが、エレベーターが到達する直前に開き、アトラクションに乗ったゲストは一瞬ではあるが外の景色を眺める事ができる。その後エレベーターが落下すると扉も閉まる。これは海外のタワー・オブ・テラーと共通である。
「スプラッシュ・マウンテン」や「インディ・ジョーンズ・アドベンチャー：クリスタルスカルの魔宮」と同じように、乗車中に写真撮影が行われる。場所はエレベーターが最高到達点（38メートル地点）に到着、外の景色が見え、落下する直前である。この時、緑色の光に紛れてフラッシュが焚かれている。この緑色の光は屋外からも確認することができる（後述）。
製造には三菱重工業神戸造船所が関わっている

## 期間限定プログラム

### タワー・オブ・テラー：Level 13
タワー・オブ・テラー：Level 13 ( - レベルサーティーン、Tower of Terror: Level 13)は、2012年から2014年のキャンパスデーパスポートの販売期間と同時期に開催されたプログラム。初開催となる2012年に放映されたCMでは「史上最キャーー」というキャッチコピーが使用された。
レギュラーバージョンと異なる点は下記の通り。特に、エレベーターの動きが変更されたのは開業以来初めてであった。
- 落下回数が4回であり、不規則な動きをするようになった[1]。
- 最高点に到達するのは1回のみで、落下の動きも変更された。
- ハリソン・ハイタワー三世の部屋の直後など、全体的に赤い光による演出が追加された。それに加えて、舞踏室(Ballroom)の前の段階で急上昇・急降下する演出がある。
- 舞踏室での台詞と、鏡に映った乗客の体が緑色に変わる演出が無くなった。
- 最後にワイヤーが切られ、エレベーターが床に落下する音が加わった。
- 書斎でのプレショーの最後、ステンドグラスにシリキ・ウトゥンドゥが飛んでいく映像が追加された。

開催期間
- 2012年1月4日 - 3月16日
- 2013年1月4日 - 3月15日
- 2014年1月6日 - 3月14日
- 2024年1月9日 - 2月4日
- 2025年1月14日 - 4月6日

### タワー・オブ・テラー：Level 13 “シャドウ・オブ・シリキ”
タワー・オブ・テラー：Level 13 “シャドウ・オブ・シリキ” (Tower of Terror: Level 13 “Shadow of Shiriki”)は、2015年から2018年のキャンパスデーパスポートの販売期間と同時期に開催されたプログラム。2014年までのLevel 13とはエレベーターの動きが大幅に変わり、新たな演出が加わった。
- 落下回数が7回に増え、エレベーターの動きも大幅に変更された。
- ハイタワー三世がシリキ・ウトゥンドゥに呪われエレベーターから落とされる時に、部屋が宇宙空間になる演出が無くなった代わりに、途中で宇宙空間が広がりシリキ・ウトゥンドゥの顔が迫ってくる演出が追加された。
- 途中でエレベーターのケーブルを切断するシリキ・ウトゥンドゥの影が映る演出が追加された。

開催期間
- 2015年1月6日 - 3月20日
- 2016年1月6日 - 3月18日
- 2017年1月6日 - 3月17日
- 2018年1月5日 - 3月19日
- 2024年2月5日 - 4月7日

### タワー・オブ・テラー “アンリミテッド”
タワー・オブ・テラー “アンリミテッド” (Tower of Terror “Unlimited”)は、2019年からのキャンパスデーパスポートの販売期間と同時期に開催されているプログラム。通常版と過去の期間限定プログラム2つを含む複数の落下パターンを体験できる特別バージョンとなっている。2024年は開催されず、上記のLevel 13とシャドウ・オブ・シリキが復刻開催された。
開催期間
- 2019年1月7日 - 3月20日
- 2020年1月6日 - 2月28日
- 2022年1月6日 - 3月30日
- 2023年1月4日 - 3月17日

## ストーリー
1892年、ハリソン・ハイタワー三世の建造した「ホテルハイタワー」がオープン。大富豪でありながら探検家でもあった彼は、世界中から様々な骨董品を収集し、このホテルに管理していた。
1899年、彼は、コンゴ川流域に住むムトゥンドゥ族から呪いの偶像「シリキ・ウトゥンドゥ」を強奪。同年12月31日、彼はホテルで記者会見を開き、この偶像を公開する。会見の際、記者の一人からシリキ・ウトゥンドゥが呪いの偶像であることを指摘されると、ハイタワー三世は「はっ、呪いの偶像だと？　馬鹿馬鹿しい！」とあざ笑った。パーティーのあった夜、ハイタワー三世は、ホテルの最上階にある自室にシリキ・ウトゥンドゥを運ぶためエレベーターに乗り込んだ。しかし、深夜0時ちょうどにホテルに停電が発生。制御不能となったエレベーターは１階まで落下し大破した。ところが奇妙なことに、落下したエレベーターの中からハイタワー三世は姿を消していた。トルコ風帽子とシリキ・ウトゥンドゥだけを残して……。この事件以来、「ホテルハイタワー」は閉鎖され、ニューヨーク市民から「恐怖のホテル（タワー・オブ・テラー）」と呼ばれるようになる。
コーネリアス・エンディコット三世はハイタワー三世と長年の確執があった。事件後、「ホテルハイタワー」を取り壊してその跡地に自分のホテルを建設する予定であったが、娘のベアトリス・ローズ・エンディコットと対立してしまう。彼女は、ハイタワー三世に並々ならぬ尊敬の念をもっていた。1912年、彼女は「ニューヨーク市保存協会」を設立する。設立の目的は「ニューヨーク州ニューヨークの歴史ある建造物を保護すること」とされているが、実際には「ホテルハイタワー」の修復・保護のみを目的として設立されたという噂が立っている。
「ニューヨーク市保存協会」は「ホテルハイタワー」を修復し、同ホテルの見学ツアーを開催する。ゲストはツアーの参加者となり、ホテルの歴史や事件に関する説明を受け、ホテル内を見学する。そして最後には業務用エレベーターに乗り込み、最上階のハイタワー三世の部屋へ。恐怖の体験が待ち受けていると知らず……。

## 登場キャラクター
ハリソン・ハイタワー三世
1835年、ニューヨーク生まれ。頭脳明晰だが傍若無人で傲慢。冒険家として世界各地を冒険し、文化的遺産を収集していた。1892年には自分のホテル「ホテルハイタワー」をオープンさせた。しかし、1899年12月31日にホテルのエレベーターにて64歳で失踪。以後、消息不明。
シリキ・ウトゥンドゥ
コンゴ川に住むムトゥンドゥ族に祀られていた偶像。ハイタワー三世により強奪される。「シリキ・ウトゥンドゥ」とはムトゥンドゥ族の言葉で「災いを信じよ」という意味で、シリキ・ウトゥンドゥの呪いを信じなかった者や掟(後述)を守らなかった者に対し、呪いをかける。呪いによりシリキ・ウトゥンドゥを奪ったハイタワー三世はホテルのエレベーターの落下後消息不明で、エレベーターにはシリキ・ウトゥンドゥのみが残っているという怪現象が起きている。その落下事故以後、廃墟となったホテル内でシリキ・ウトゥンドゥを目撃したという話が後を絶たない。
マンフレッド・ストラング
ニューヨークの新聞社、「ニューヨーク・グローブ通信」の記者。1899年12月31日、ハイタワー三世が失踪する前に開いた記者会見でシリキ・ウトゥンドゥの呪いについての質問をするが、質問のし過ぎでつまみ出されてしまう。その後、ウエイターに変装してホテルに潜入。ハイタワー三世が消えたエレベーターの落下事故に遭遇した。長年ハイタワー三世失踪の謎を追い続けている。
コーネリアス・エンディコット三世
ニューヨークに本社を持つ「U.S.スチームシップカンパニー」の社長。長年ハイタワー三世とは確執があった。会社はS.S.コロンビア号やS.S.ガルガンチュア号など様々な豪華客船を製造する一方で、ホテルの建設にも意欲を示しており、ホテルハイタワーが閉鎖されたのち、そのホテルを取り壊し自分の会社が経営する新しいホテルを建設しようとしていたが娘のベアトリスにより阻まれる。
ベアトリス・ローズ・エンディコット
コーネリアス・エンディコット三世の娘で7人姉妹の末っ子である。1912年にニューヨーク市保存協会を設立し、ホテルハイタワーの保護に乗り出すが、そのことにより父と対立。ハイタワー三世に密かな憧れを抱いている。
アーチボルト・スメルディング
32年間にわたり、ハリソン・ハイタワー三世の忠実な従者だった執事。ハイタワー三世唯一の友人でもある。ホテルにある様々なコレクションの管理を任されており、失踪事件直前にハイタワー三世と最後の会話を交わしている。失踪事件後、行方不明になった。彼の過去には多くの謎が隠されており、失踪事件の真実を知る人物なのでは、と囁かれている。そして、彼とアーチーは同一人物。また、密かにツアー参加者を生贄としてハイタワー三世を助けようと目論んでいる。
アーチー
ベアトリス・ローズ・エンディコットにホテルハイタワーツアー計画をすすめた、ホームレス風の謎の男。以前はホテルハイタワーでコックの助手として雇われていた。ホテルハイタワーにとても詳しく、たびたびホテルを眺めるためにウォーターフロントパークまでやってくるという。現在は、ブルックリンにある姉の家で暮らしている。その正体はアーチボルト・スメルディングである。
キジャンジ
ムトゥンドゥ族の首長。ハイタワー三世のシリキ・ウトゥンドゥ買収提案を断るが、密かに彼がシリキ・ウトゥンドゥを強奪する事を望んでいた。目論見通りにシリキ・ウトゥンドゥを奪われる形で体よく押し付ける事に成功したものの、後に他の部族に攻撃を仕掛けられ死亡。
キブワナ・キジャンジ
ムトゥンドゥ族の首長、キジャンジの息子。シリキ・ウトゥンドゥを奪われた後、他の部族に攻撃を仕掛けられるが生き延び、現在はS.Sコロンビア号の石炭供給者として働いている。1912年9月20日号のニューヨークグローブ通信にて、シリキ・ウトゥンドゥについてのインタビューを受けている。

### シリキ・ウトゥンドゥ
シリキ・ウトゥンドゥ - 英語表記はShiriki Utundu
コンゴ川流域に住むムトゥンドゥ族が祀っていた偶像。シリキ・ウトゥンドゥとは部族の言葉で「災いを信じよ」という意味。所有する部族を攻撃しようとする者に恐ろしい呪いをかけると言われている。シリキ・ウトゥンドゥを所有する部族は初め幸福が訪れるが、徐々に災厄が起こるようになり、ひどい場合は部族まるごと地上から姿を消してしまうという。部族から部族へとたらい回しにされ、ハイタワー三世が発見した際はコンゴのムトゥンドゥ族が所有していた。シリキ・ウトゥンドゥの一部には古代の呪術師の遺骨（または遺体）の一部が使われているという。ちなみに、シリキ・ウトゥンドゥが乗っている台座や、持っているものなどは昔所有していた部族が作ったものである。また、シリキ・ウトゥンドゥを扱う際には細かい決まりがあり、これを守らないとシリキ・ウトゥンドゥに不快感を与え、呪いをかけられてしまう。その決まりとは、
- 火に近づけない
- ひたすら偶像を敬い、恐れる
- 雨や風にさらさない
- 屋内に置いてはいけない
- 完全に覆ってはいけない
- 埋葬したり、他人に譲渡したり、捨てたりしてはいけない

などである。特に、シリキ・ウトゥンドゥは敬われることを望むという。その部族の老人は“縁のもの”と呼んで恐れ、「偶像の目には気をつけろ」と言っていた。老人曰く、呪いをかける際、偶像の目が緑色に光るらしい…。
- 上記のストーリーと照らし合わせると、ハイタワー三世は「ホテルまで運ぶ際木箱に入れて運んだ」、「火に近づけた（タバコの火を押し付けた）」、「偶像を嘲笑した」、「屋内（ホテル最上階の自室）に置こうとした」といった禁忌を犯していた。

「タワー・オブ・テラー：Level 13」の開催に伴いリニューアルされたスペシャルページでは
- シリキ・ウトゥンドゥはスワヒリ語で「災いを信じよ」の意味
- 偶像を扱うルール
  - 崇拝すること
  - 燃やさないこと
  - 閉ざされた場所にしまわないこと
  - おろそかにしないこと
  - 馬鹿にしないこと
  - 他人に渡さないこと
  - 放置しないこと
  - そして何より、恐れること
- 偶像には、必ず守らなくてはならないいくつかの“崇拝の掟”があり、もしもこの掟を一つでも破ってしまった場合、その者は呪われると伝えられている

という内容に変更されている。

## Trivia
- アトラクションのオープン日であり、ストーリーでホテルツアーが開始された日でもある9月4日は、東京ディズニーシーが開園した日である。
- 建物は14階建てという設定で、12階までが客室で13,14階はハイタワー三世の部屋となっている。12階まではエレベーターで上がり13,14階には業務用エレベーターで上がることができる。
- 暗くなるとよく分かるが、入口のひさしにあるホテルハイタワー(HOTEL HIGH TOWER)の看板に緑色のロゴ(TOWER of TERROR)のロゴが浮かび上がる。
- アトラクション体験中の瞬間写真やグッズを買ったりすることの出来るショップ「タワー・オブ・テラー・メモラビリア」はもともとは室内プールだった。周りの壁をよく見ると「女性がいるときはしぶきを立てるな！」や「入水に適した格好を！」といった看板があったり床もプールだった場所を板で閉じたようになっている。
- 暗いと分かりやすいが、屋外から眺めるとホテル上部の大きな窓が緑色に光り、エレベーターが最高点に到達するとその窓からエレベーターに向かって光が稲妻のように伸びていく演出がある。この光の演出は、日没前と日没後では微妙に異なる。
- ホテルのロビーに入って右側の暖炉にハイタワー三世の姓を漢字訳したものと思わせる「高塔」の文字がある。これはカンボジア遠征時に手に入れたものである。
- ロビーの天井には、ハイタワー三世が世界各国を旅した絵画が飾られている。中には「インディ・ジョーンズ・アドベンチャー」の神殿や「レイジングスピリッツ」の遺跡を訪れた時の絵もある。
- シリキ・ウトゥンドゥは書斎とエレベーター内以外にも、秘密の倉庫にある鎖で空中に吊り下げられている石像（タマス像）の口の中に姿を見せている。口の中を見ていると緑色の二つの目が光っているのがわかる。見ているとキャストが「何かありましたか？」などと話しかけてくることもある。
- スタンバイの待ち時間表示に、ホーンテッドマンションと同様の「13分」がある。
- ホテルハイタワーの2階にはファラオ探検家クラブというクラブがある。
- 通常バージョン及びシャドウ・オブ・シリキで、ハイタワー三世の部屋から鏡の部屋へ移動する際、ツアーBとCは上昇しているが、ツアーAは下降している（ツアーAのみ、部屋の位置が逆となっている為）。
- ブロードウェイ・ミュージックシアターの隣には、ストーリーの登場人物であるマンフレッド・ストラングが務める新聞社「ニューヨーク・グローブ通信」の建物がある。
- 香港ディズニーランドにあるアトラクション「ミスティック・マナー」には、ハイタワー三世とシリキ・ウトゥンドゥが描かれた絵がある。これは1899年にS.E.A.と呼ばれる組織の会合が開かれた際のものである。

## その他
- TOKYO FM(TFM)で、2006年7月から9月まで「タワー・オブ・テラー」のラジオストーリーが全13話放送された。これはアトラクションのストーリーを元にした物語である。細かい設定は異なるが、タワー・オブ・テラーに関する謎が続々と判明する。毎週月曜日から木曜日の午後8時55分から午後9時にかけて放送された。（4日分を1週（1話）とし）奇数週（1・3・5・7・9話）では2006年の日本が舞台の、シリキ・ウトゥンドゥの頭部に刺さっていた釘を手にした主人公「小早川冴子（こばやかわさえこ）」（アトラクションの内容とは無関係の人物）と彼女の周辺で起きる事件とホテルハイタワーの関連性を描いたオリジナルストーリー、偶数週（2・4・6・8話）では上記で述べたタワー・オブ・テラーのエピソードの詳細を新聞記者・ストラングの視点で知ることができる内容になっている。10話から13話ではシリキ・ウトゥンドゥの力によって1912年にタイムスリップした冴子がストラングと共にホテルハイタワーに潜入して事件の謎を追う連続ストーリーとなっている。なお、このラジオストーリーはポッドキャスティングでも視聴可能だったが、現在は配信終了している。
- 講談社の漫画雑誌『モーニング』2006年8月31日発売号においてバックグラウンドストーリーを基にした漫画版が読み切りで掲載された。作画は後に『宇宙兄弟』を手掛ける小山宙哉が担当。ハイタワー三世がシリキ・ウトゥンドゥを手にした理由が詳しく描かれている。エキサイトの特集ではこの漫画をフラッシュ形式で読むことができる。
- 2006年7月28日に首都圏で、4ページの「タワー・オブ・テラー」に関する号外（広報ペーパー）が配布された。
- 2006年9月2,3日にも渋谷、新宿にて「号外」が配布された。
- 公式にアナウンスされていないが、キャストに申し込むことによりニューヨーク市保存協会の職員が業務用エレベーターを使用しないで建物、施設や収集物のバックグランドを解説するツアーも開催されることもある。
- 2010年12月1日には正式にシングルライダーが導入されたが、2012年3月19日をもって廃止された。導入時はファストパスを回収する場所がロビーではなく書斎に変更されていた。現在は、1人分空席ができた時にはキャストが列の中から1人で利用するゲストに呼びかけ、優先案内させるようになっている。

### 公式サイト
公式サイトのホテルツアーは、バックグラウンドストーリーを体験できるちょっとしたアドベンチャーゲームになっている。各所をクリックすると詳しい解説が聞けるようになっている。しかし、現在サイトはリニューアルされた為、ホテルツアーは削除されてしまっている。

### 試乗会
タワー・オブ・テラーでは、いくつかの試乗会が企画開催された。招待客の試乗会、マジックキングダムクラブやファンダフル・ディズニーの企画として抽選招待による試乗会などが開催された例はあったが、このような食事や宿泊と試乗会のセット販売は、東京ディズニーリゾートでは、今回が初めてであった。
食事をセットにした企画
- "タワー・オブ・テラー" プレビューバンケット
2006年8月30日開催。アトラクション内での立食パーティ。アトラクションを企画したウォルト・ディズニー・イマジニアリング（en:Walt Disney Imagineering）社員によるプレゼンテーション。オリジナルグッズのプレゼント。
- "タワー・オブ・テラー" プレミアムダイニング
2006年8月31日開催。レジェンド・オブ・ミシカの観賞。マゼランズでのディナー。アトラクションを企画したウォルト・ディズニー・イマジニアリング社員によるプレゼンテーション。オリジナルグッズのプレゼント。
- "タワー・オブ・テラー" プレヴューダイニング
2006年9月1日〜9月2日開催。東京ディズニーシー・ホテルミラコスタのレストラン「オチェーアノ」、「シルクロードガーデン」のどちらかで、ランチまたはディナー。オリジナル・グッズのプレゼント。

宿泊をセットにした企画
- 東京ディズニーリゾート・オフィシャルホテルでは、タワー・オブ・テラーの試乗をセットにした宿泊パッケージプランが開催された。

### 関連のショー
2009年・2010年にはタワー・オブ・テラーの美術品・シリキ・ウトゥンドゥの話が出たショー「ミステリアス・マスカレード」が開催された。
（ディズニー・ハロウィーンでの限定イベント）